# John Edward Gray
John Edward Gray (12. februar 1800 – 7. marts 1875) var en britisk zoolog. Han var storebror til George Robert Gray og søn af farmakologen og botanikeren Samuel Frederick Gray.
John Gray var zoologiinspektør ved British Museum i London fra 1840 til 1874. Han udgav adskillige kataloger over museets samlinger, hvilke også indeholdt omfattende diskussioner om dyregrupper samt beskrivelser af nye arter. Han forbedrede de zoologiske samlinger, og gjorde dem til nogle af de bedste i verden.
Gray var født i Wallsall, men hans familie flyttede til London, hvor han studerede medicin. Han hjalp sin far med at skrive The Natural Arrangement of British Plants (1821). Gray blev ansat ved British Museums zoologiske afdeling i 1824 for at hjælpe John George Children med at katalogisere reptilsamlingen. I 1840 overtog han Childrens post som zoologiinspektør.
Gennem de 50 år, hvor han var ansat ved British Museum skrev Gray næsten 500 afhandlinger, hvoraf mange beskrev helt nye arter.

## Værker
- Illustrations of Indian Zoology (1830-1835)
- The Zoological Miscellany. To Be Continued Occasionally (1831)
- Catalog of Shield Reptiles (1855 og 1870)